# Lorene Scafaria
Lorene Scafaria, född 1 maj 1978 i Holmdel, New Jersey, är en amerikansk manusförfattare, dramatiker, skådespelare, regissör och sångerska.

## Biografi
Scafaria föddes och växte upp i Holmdel i New Jersey. Om sitt intresse för manusförfattande, har hon sagt: "Jag har alltid varit intresserad av att skriva. [...] Och runt gymnasiet, när jag var intresserad av skådespeleri, började jag skriva pjäser tillsammans med skönlitteratur. Jag satte upp min första pjäs när jag var 17 år i Red Bank, New Jersey, på en konsthus-biograf som nu är en skoparad. Att regissera och producera blev en ny passion, och eftersom jag främst gillade att skriva karaktärer och dialog var det naturligt att skriva dramatik".
Lorene Scafaria studerade ett år på Lafayette Collage i Pennsylvania, innan hon bytte till Montclair State University och fortsatte sin utbildning där, senare flyttade hon till New York. Under tiden hon bodde i New York, ägnade hon sig åt att skriva, producera och sätta upp en teaterpjäs med titeln: That Guy and Others Like Him, där hon även spelade en av rollerna. Efter de positiva recensionerna med pjäsen, motiverades hon av detta och skrev sitt andra manus, Has Been och skickade det till "så många agenturer som möjligt". Hon medverkade även i kortfilmen Bullet in the Brain. När hennes skrivande agentur inte hittade jobb, medverkade hon i flera teaterpjäser, som senare skulle leda till roller i filmer såsom Big Helium Dog och A Million Miles. Så småningom blev Scafaria uppmärksammad av en representant i Los Angeles, dit hon senare flyttade till. Scafaria skulle sedan bli rumskompis och börja arbeta tillsammans med filmproducenten Bryan Sipe. De skapade projekt såsom Legend Has It, som de senare sålde till Revolution Studios 2002.
Scafaria har släppt två musikalbum vid namn Garden Party (2009) och Laughter and Forgetting (2010).
År 2009 tog filmbolaget Mandate Pictures upp Scafarias manus, Seeking a Friend for the End of the World som fick filmpremiär sommaren 2012.
2015 skrev och regisserade hon dramakomedin The Meddler.
Hon var i ett förhållande med skådespelaren och komikern Bo Burnham mellan 2013 och 2022.

## Filmografi
- 1999 – Big Helium Dog (skådespelare)
- 2001 – A Million Miles, Mayhem Motel, Bullet in the Brain (skådespelare)
- 2004 – Unbound (skådespelare)
- 2007 – The Nines (skådespelare)
- 2008 – Nick och Norahs oändliga låtlista (skådespelare, manusförfattare och kompositör)
- 2009 – 1045 Mercy Street (manusförfattare), Whip It (skådespelare och kompositör)
- 2012 – Seeking a Friend for the End of the World (manusförfattare och regissör)
- 2013 – Coherence (skådespelare)
- 2015 – Ricki and the Flash (producent), The Meddler (manusförfattare och regissör)
- 2019 – Hustlers (manusförfattare, regissör och producent)
- 2022 – Jennifer Lopez: Halftime (medverkande)
- 2023 – Under bryggan (manusförfattare och producent)

## Priser och utmärkelser
- 2012 - Athena Film Festival - Athena Award, delat med Diablo Cody, Dana Foxand och Elizabeth Meriwether.